# Vesulspitze
Die Vesulspitze ist ein 3089 m ü. A. hoher Berg in der Samnaungruppe in Tirol.

## Lage und Umgebung
Die Vesulspitze ist der höchste Gipfel des Nordkammes, des nördlichen Teils der Samnaungruppe. Nachbarberg im Süden ist der 3030 m hohe Bürkelkopf, von dem die Vesulspitze durch die 2804 m hohe Vesulscharte getrennt ist. Vom Gipfel zieht sich der Wannengrat in nordwestlicher Richtung zur 2704 m hohen Velillspitze. Ein weiterer Kamm verläuft in nordöstlicher Richtung über einen ebenfalls Vesulscharte genannten Übergang (2727 m) zum 2856 m hohen Riererkopf. Zwischen diesen Kämmen liegt die ausgedehnte Vesulalpe. Südöstlich der Vesulspitze erstreckt sich die Velillalpe, südöstlich die Visnitzalpe. Die nächstgelegenen Ortschaften sind Ischgl, etwa 4 Kilometer nordwestlich gelegen, und das etwa 7 Kilometer nordöstlich gelegene Kappl.

## Geologie
Die Vesulspitze ist zur Gänze aus Bündnerschiefer aufgebaut. Dieser enthält Kalkstein, Kalkschiefer, Tonschiefer, Sandstein, Brekzien und Konglomerate und stammt großteils aus der Kreide, teilweise könnten aber sowohl ältere als auch jüngere Formationen beteiligt sein. Die Gesteine des Bündnerschiefers weisen eine große Brüchigkeit auf und neigen zu starker Schuttbildung, sodass sich der Fels der Vesulspitze nicht gut zum Klettern eignet.

## Anstiege

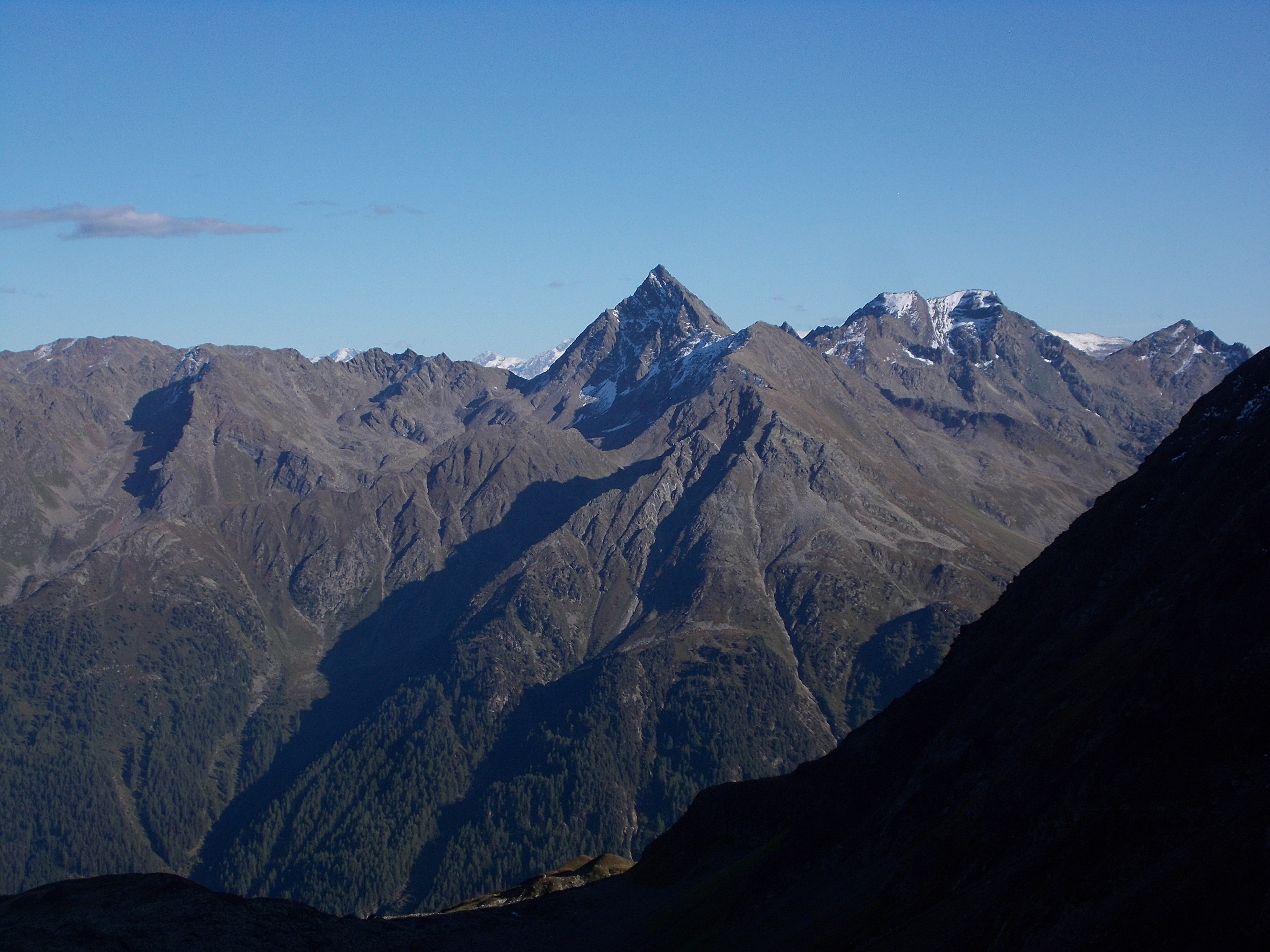
Vesulspitze von Nordwesten beim Abstieg vom Schneidjöchl (Hoppe-Seyler-Weg)

Von Ischgl aus kann die Vesulspitze über die Velillalpe und die Südwestflanke bestiegen werden, wobei Schwierigkeiten im I. UIAA-Grad überwunden werden müssen. Der Anstieg über den Südgrat weist den Schwierigkeitsgrad II, der über den Nordwestgrat den Schwierigkeitsgrad III auf.
Die Erstbesteigung der Vesulspitze erfolgte 1866 durch Josef Anton Specht.